# Soner Demirtaş
Soner Demirtaş (né le 25 juin 1991 à Tokat) est un lutteur libre turc.
Il est médaillé d'or aux Jeux méditerranéens de 2013 en moins de 74 kg, puis médaillé de bronze dans cette catégorie aux Championnats d'Europe de lutte 2014. Dans la même catégorie, il remporte la médaille d'argent lors des Jeux européens de 2015. Il remporte le titre de champion d'Europe de lutte à Riga en 2016 dans la catégorie des moins de 74 kg puis la médaille de bronze aux Jeux olympiques d'été de 2016. Il conserve son titre européen en 2017. Médaillé de bronze aux Jeux de la solidarité islamique 2017 et aux Championnats du monde de lutte 2017, il est ensuite médaillé d'or lors des Championnats d'Europe de lutte 2018 en battant en demi-finale le champion du monde Frank Chamizo. 
Il est médaillé d'argent des moins de 74 kg aux Jeux européens de 2019 à Minsk et médaillé de bronze dans la même catégorie aux Jeux mondiaux militaires d'été de 2019 ainsi qu'aux Championnats d'Europe de lutte 2020, aux Championnats du monde de lutte 2022 et aux Championnats d'Europe de lutte 2023.